# Vrazov trg, Ljubljana
Vrazov trg je eden izmed trgov v Ljubljani.

## Zgodovina
Leta 1910 je občinski svet preimenoval dotedanji trg Pred vojašnico v Stanko Vrazov trg po Stanku Vrazu.
Leta 1923 so naziv trga spremenili v trenutno obliko: Vrazov trg.

## Urbanizem
Trg poteka ob nabrežju Ljubljanice med Petkovškovim nabrežjem in Lipičevo ulico.
Na trgu se nahaja Negovalna bolnišnica Ljubljana (bivša Pediatrična klinika Ljubljana) in Medicinska fakulteta v Ljubljani.